# Splendrillia moseri
Splendrillia moseri är en snäckart som först beskrevs av Dall 1889.  Splendrillia moseri ingår i släktet Splendrillia och familjen Drilliidae.

## Underarter
Arten delas in i följande underarter:
- S. m. moseri
- S. m. brunnescens